# Yamato 791197
Yamato 791197 (Y-791197) – meteoryt kamienny pochodzenia księżycowego o masie 52,4 g znaleziony 20 listopada 1979 roku na Antarktydzie przez japońską wyprawę naukową z National Institute of Polar Research. Meteoryt Yamato 791197 jest pierwszym znalezionym na Ziemi meteorytem pochodzenia księżycowego. Stwierdzono to dopiero po odkryciu meteorytu ALHA 81005 18 stycznia 1982 roku. Wykazuje też duże podobieństwo do meteorytu MIL 07006, znalezionego w miejscu oddalonym od niego o ok. 2500 km. Prawdopodobnie materia tych dwóch meteorytów pochodzi z tego samego krateru księżycowego.